# Deutscher Volkskongress

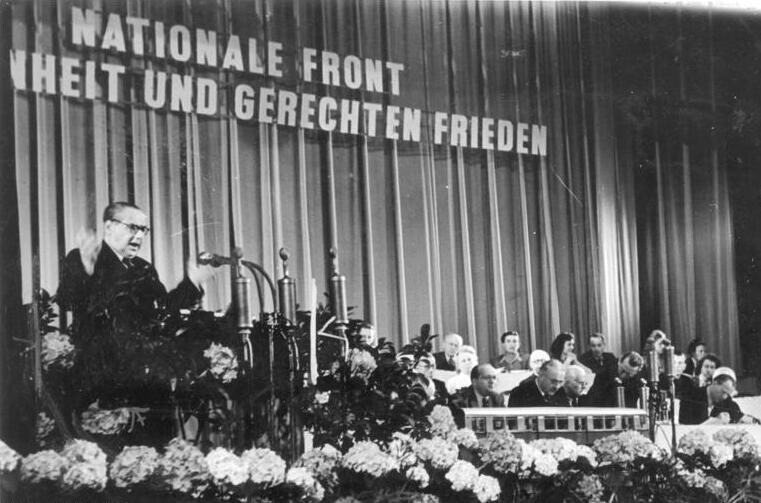

Onder de naam Deutscher Volkskongress werd in de Sovjet-bezettingszone in Duitsland de grondwet van de Duitse Democratische Republiek vastgesteld. Het Deutscher Volkskongress vond plaats op initiatief van de Sozialistische Einheitspartei Deutschlands (SED). Het eerste volkscongres werd samengeroepen in dezelfde periode als de conferentie van de ministers van buitenlandse zaken van de geallieerde bezettingsmachten die in Londen in november en december 1947 plaatsvond. De conferentie in Londen liep uit op een mislukking: zowel de Sovjet-Unie als Frankrijk keerden zich tegen het Brits-Amerikaanse voorstel voor het instellen van een centraal Duits bestuur over geheel Duitsland.
Op 26 november 1947 werd de Volkskongressbewegung opgericht, waarin de SED en de door haar gecontroleerde massaorganisaties samenwerkten. De Oost-Duitse CDU nam geen deel aan het eerste Volkskongress van 6 en 7 december 1947. De Sovjet-autoriteiten zetten de voorzitter van de CDU, Jakob Kaiser, daarop af. Als reactie hierop verboden de westelijke bezettingsmachten de activiteiten van het Volkscongres in de westelijke bezettingszones. De niet-communistische Liberaldemokratische Partei Deutschlands nam onder druk van de Sovjet-bezetter en tegen de wil van de regionale afdelingen, wél deel aan het eerste Volkscongres. Het belangrijkste bezwaar van de niet-communistische partijen was dat de verdeling van de afgevaardigden niet overeenkwam met de resultaten van de eerder gehouden verkiezingen. Het eerste Volkscongres benoemde een delegatie van 17 man die op de conferentie in Londen de besluiten van het Volkscongres aan de ministers van buitenlandse zaken moesten overbrengen. De ministers van buitenlandse zaken beschouwden deze delegatie niet als een legitieme Duitse vertegenwoordiging en ontvingen haar niet.
Het tweede Volkscongres vond plaats op 17 en 18 maart 1948, 100 jaar na de Maartrevolutie. Op dit Volkscongres werd het Marshallplan afgewezen en werd de Oder-Neissegrens erkend. Ook werd de Eerste Duitse Volksraad van 400 leden gekozen die onder leiding van Otto Grotewohl een ontwerp moest maken voor een grondwet voor de Duitse Democratische Republiek.
Voor het derde Volkscongres werd op 15 en 16 mei 1949 een "verkiezing" gehouden, waarbij de bevolking van de Sovjet-zone "Ja" of "Nee" kon stemmen op de volgende vraag:
Ich bin für die Einheit Deutschlands und einen gerechten Friedensvertrag. Ich stimme darum für die nachstehende Kandidatenliste zum Dritten Deutschen Volkskongreß.
De officiële uitslag was dat 66% van de kiezers "Ja" had gekozen, maar het is niet duidelijk of de blanco-stemmen ook als "Ja" waren geteld
Op 29 en 30 mei 1949 kwam het derde Volkscongres bijeen, nam het grondwetsontwerp met 1 tegenstem aan en benoemde de Tweede Duitse Volkraad. Deze Tweede Duitse Volksraad richtte op 7 oktober 1949 de Duitse Democratische Republiek op en ging zelf verder als Provisorische Volkskammer